# ساندرو پرکوویچ
ساندرو پرکوویچ (زاده ۱۵ آوریل ۱۹۸۴) یک مربی فوتبال حرفه‌ای و بازیکن سابق کرواسی است.او در حال حاضر سرپرستی موقت دیناموزاگرب را بر عهده دارد.